# Червінська Катерина
Червінська Катерина Іванівна (1900, м. Чорнобиль, Київська область — 1962, Київ) — дружина В. П. Підмогильного, акторка Театру юного глядача.

## Життєпис

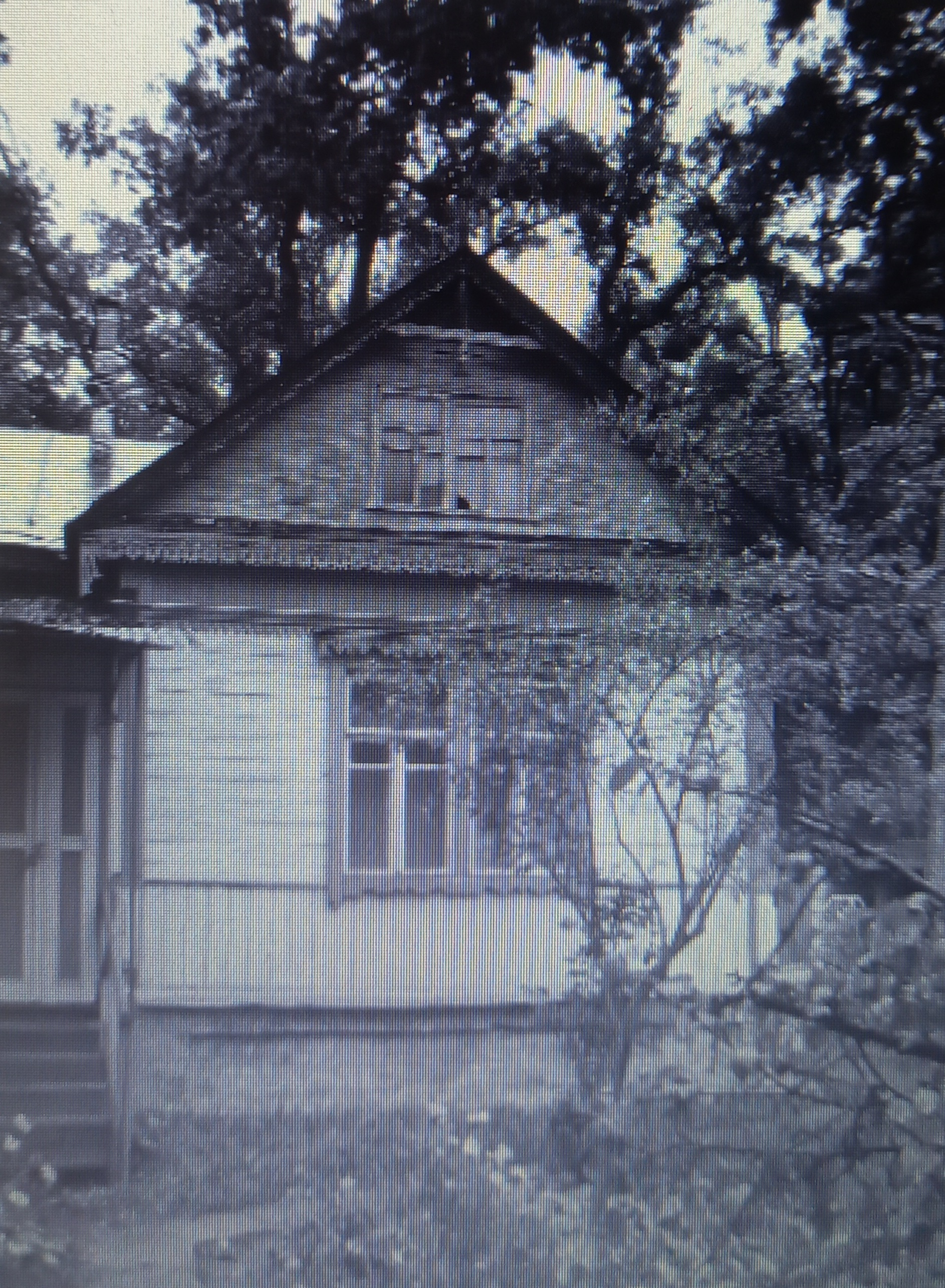
Дім Портнових (Ворзель, вул. Курортна, 56). Сучасний вигляд. Збережено оригінальний вигляд фасаду.

Народилася 1900 р. (точна дата невідома) в м. Чорнобилі, у родині священника. Була акторкою Київського українського музично-драматичного театру, на момент знайомства з Валер'яном Підмогильним працювала в аматорському театральному гуртку. Її майбутній чоловік 1921—1922 рр. винаймав квартиру в будинку Портнових. Червінські часто навідувалися туди в гості до сім'ї авіатора Георгія Горшкова. 
Там Катря зустріла Валер'яна. У 1922 р. молоді люди побралися.  
Восени 1923 р. Підмогильний із дружиною переїздять до Києва, Катря грає в Театрі юного глядача. 1928 р. у пари народжується син Роман.   
За три роки родина Підмогильних перебирається до Харкова, до будинку «Слово». 8 грудня 1934 р. Валер'яна Петровича репресовано. Однією з причин арешту став шлюб із донькою священника.  
За постановою ЦВК СРСР члени родини «ворога народу» висилалися до віддалених районів Сибіру на 5 років. Тому Червінська разом із сином виїхали до РСФРР. Спочатку вони оселилася недалеко від Соловецького табору (СЛОН). Саме там перебував Підмогильний. Адміністрація табору не дозволила зустрітися з ним. Навесні 1936 р. Катерина з Ромчиком переїхали в Алма-Ату. Там і залишалися під час Другої світової. Після війни пані Катерина повернулася до Києва. Жінка влаштувалася бібліотекаркою в Палаці піонерів, ночувала в помешканнях знайомих. 
В 1949 р. 21-річний студент-медик Роман Підмогильний помер від серцевої хвороби.   
Катерина Червінська пішла з життя 1962 р. Її поховали сестри Коваленко на Байковому кладовищі (ділянка № 31), де спочиває Роман. Валер'яна формально поховано на тому ж місці. 

## Роль у збереженні творчої спадщини Валер'яна Підмогильного
Саме пані Катерина пришвидшила процес політичної реабілітації Підмогильного, надсилаючи до КДБ численні запити про долю чоловіка. Катерина Іванівна планувала видати твори Валер'яна Петровича, сподіваючись, що очільники Спілки письменників допоможуть їй. 
Червінська розшукувала автентичні публікації оповідань і романів, вичитувала тексти та готувала їх до друку. Валер'ян Петрович у листі до неї просив: «Щодо „Повісті без назви“, яку я писав, збережи рукопис. У столі залишився не передрукований розділ, чернетка, розд. ІІ, спробуй його опрацювати начисто». 
Катерині Іванівні не судилося побачити перевидання опусів Підмогильного на Батьківщині, але саме завдяки її зусиллям збережено повні тексти геніального митця. 